# Jorge Palinhos
Jorge Miguel Ferrão Palinhos (Leiria, 15 de Agosto de 1977) é um escritor, dramaturgo e professor universitário português. 

## Biografia
Nasceu na cidade de Leiria, em 15 de Agosto de 1977. Frequentou a Faculdade de Letras da Universidade do Porto, onde tirou uma licenciatura e um mestrado. Em 2018 concluiu um doutoramento em Estudos Culturais, na Universidade do Minho.
Exerce como escritor e dramaturgo, tendo as suas peças de teatro sido apresentadas em Portugal e no estrangeiro, nomeadamente no Brasil, Espanha, Estados Unidos da América, França, Países Baixos, Bélgica, Alemanha, Suíça e Sérvia. Foram encenadas em grandes espaços culturais a nível nacional e internacional, como o Teatro Nacional de São João, o Teatro Rivoli e o Teatro do Campo Alegre no Porto, e Teatro Meridional em Lisboa, o Teatro Beursschouwburg em Bruxelas, o Teatro Schaubühne em Berlim, o Graham Institute em Chicago, o SESC de São Paulo, La Comédie de Reims, o Centre Dramatique National em Orléans, o Teatro Nanterre-Amandiers, em Paris. Entre as suas peças destacam-se as obras A Razão, que foi galardoada com o Prémio de Teatro Miguel Rovisco, em 2003. e Antes da Meia-Noite, que recebeu o Prémio Manuel Deniz-Jacinto em 2007. Foi igualmente nomeado para o Prémio Luso-Brasileiro de Teatro António José da Silva, em 2011. O seu texto Um Pai foi distinguido pela Associação Eurodram 2024, com recomendação para tradução internacional.
Foi dramaturgo residente de Guimarães Capital Europeia da Cultura em 2012. Exerce também a função de dramaturgo junto da companhia belga de teatro Stand-up Tall. Foi editor da Revista Drama da Associação Portuguesa de Argumentistas e Dramaturgos. Foi investigador residente da companhia Visões Úteis. Atualmente é artista residente da mesma.
É docente a tempo integral da Escola Superior Artística do Porto e já lecionou na Escola Superior de Teatro e Cinema, Escola Superior de Comunicação, Administração e Turismo de Mirandela, Escola Superior de Design do Instituto Politécnico do Cávado e do Ave e Escola Superior de Música e Artes do Espetáculo,  ensinando nas áreas das artes performativas e da escrita para o digital. Como investigador, estuda principalmente as ligações entre os conceitos de narrativa, espaço e ferramentas digitais. Também escreve de forma regular para o jornal Público e a revista Bang!.

## Obras publicadas
- Auto da Razão, 2003
- Lunário – Poema Polifónico, 2004
- Retratinho de Fernão Mendes Pinto, 2009
- Hippopotamusperperamanimadvertu[13] e LexiconisSensusAcerrimus, 2010 In Almanaque do Dr. Thackery T. Lambshead de Doenças Excêntricas e Desacreditadas, 2010
- D’Abalada, 2011, publicado na Erregueté - Revista Galega de Teatro.
- Histórias Sem Jardins, 2013
- Os Filhos do Fogo, 2013, publicado na Antologia Lisboa no Ano 2000, pela Saída de Emergência
- Cassandra  diz que morreu[14], Húmus, 2014
- Parking, Companhia das Ilhas, 2014[15]
- Uma campa é um buraco difícil de tapar, Imprensa da Universidade de Coimbra, 2021[16]
- Day Time, Húmus
- 42 Razões para o Massacre, O Livro de João e God Will Cut You Down, in LIVROs Poetria, AMANDA[17], 2022
- A Ação e o Poder no Drama Contemporâneo, Companhia das Ilhas, 2022[18]

## Outras obras[19]
- Antes da Meia-Noite, 2007
- Dublin Carol, 2007
- Testa-de-Ferro, 2009
- Malacorpo, 2009
- Retratinho de Bruce Lee, 2010
- Voyeur, 2010
- Vítima da Crise, 2010
- Vira-vida, 2010
- Commedia Buffa, 2010
- Os Crisântemos Africanos, 2011[20]
- A Odisseia de Pedro Álvares Cabral, 2011
- Relicário, 2012
- O Lado dos Turcos, 2012
- Cosmos, 2012
- Já não nos vimos antes, 2012
- A porta atrás da porta, 2012
- Everyone expects to grow old, no one expect to get fired, 2012
- Os Filhos do Fogo, 2013[21]
- Histórias de Terror para Adormecer, 2014
- Triatro, 2014
- A Última Bobina de Beckett, 2014
- Conta-me como é, 2014
- Radiodrama, 2014
- O Museu da Consciência de Elon Musk, 2022
- Os Cadáveres São Bons para Esconder Minas, 2022[22]